# ریو (فلوریدا)
ریو (به انگلیسی: Rio) یک منطقهٔ مسکونی در ایالات متحده آمریکا است که در شهرستان مارتین، فلوریدا واقع شده‌است. ریو ۲٫۳ کیلومتر مربع مساحت و ۱٬۰۲۸ نفر جمعیت دارد و ۱ متر بالاتر از سطح دریا واقع شده‌است.